# Skovsav
Skovsav bruges ved fældning af træer og, når disse er store, tillige til overskæring af den fældede stamme; skovsav må være mindst dobbelt så lang som træets tværmål; den er dannet af en bred, stiv stålklinge og to løse håndtag; klingens æg er oftest buet og tykkere end ryggen, savtænderne er i reglen forlængede (m-tænder, ulvetænder med mere) og har ofte åbne mellemrum, som skal give plads til spånerne. Håndtagene må være til at tage af, for at man kan trække saven ud af snittet også efter, at der er slået kiler i dette.